# Бенгалски език
Бенгалският език (на бенгалски: বাংলা, [ˈbaŋla](звук)) е индоарийски език, произлизащ от областта Бенгал и включваща съвременната държава Бангладеш, индийския щат Западен Бенгал, както и части от индийските щати Трипура и Асам.
Езикът използва своя собствена бенгалска писменост. С почти 300 милиона говорещи, бенгалският е шестият по разпространение език в света.
Заедно с останалите източни индоарийски езици, бенгалският се обособява около 1000 – 1200 година от магадхийския пракрит, който от своя страна произлиза от санскрит. Днес бенгалският е основният език, говорен в Бангладеш, и вторият по разпространение в Индия. Със своята дълга и богата литературна традиция, бенгалският език обединява културно разнородната област Бенгал и съществен елемент на бенгалския национализъм. Привързаността към езика е една от основните причини за конфликтите, довели до разделянето на Пакистан и създаването на независимата държава Бангладеш.

## История
Както и останалите източни индоарийски езици, бенгалският произлиза от източните средни индоарийски езици, говорени на Индийския субконтинент. Магадхийският пракрит и пали, най-старият известен говорим език в региона и езикът на Буда, се развиват в началото на първото хилядолетие в джайнисткия пракрит. В края на хилядолетието той, както и останалите северноиндийски пракрити, започва да отстъпва място на езиците апабхранша. В източната част на субконтинента местен представител на тези езици е абахата, от който се развиват три групи диалекти – бихарска, орийска и асамско-бенгалска. Някои автори отнасят времето на това разделение към много по-ранен период, около 500 година, но езикът не е статичен – паралелно съществуват множество варианти, а много автори от това време пишат на по няколко диалекта.
Обикновено в историята на бенгалския се разграничават три периода:
1. Старобенгалски (900/1000 – 1400): сред известните текстове е „Чаряпада“, сборник с религиозни песни; появяват се местоименията „ами“, „туми“ и други, както и глаголни инфлексии, като „-ила“, „-иба“; по това време или малко по-рано се обособява орийския език, а малко след него – и асамския.
2. Среднобенгалски (1400 – 1800): представителен текст от този период е „Шрикришна Киртана“ на Чандидас; елизия на краесловния звук „о“; разпространение на съставните глаголи; влияние на персийския.
3. Новобенгалски (след 1800): скъсяване на глаголите и местоименията.

Исторически по-близък до пали, бенгалският е подложен на по-силно санскритско влияние през среднобенгалския период, както и по време на Бенгалското възраждане през 19 – 20 век. Между съвременните индоарийски езици в Южна Азия бенгалският и маратхийският запазват най-значителна лексикална основа, свързана с пали и санскрит, оставайки по-слабо повлияни от персийския и арабския.
До 18 век няма известни опити за документиране на бенгалската граматика. Първият бенгалски речник и граматика, „Vocabolario em idioma Bengalla, e Portuguez dividido em duas partes“, е съставен от португалския мисионер Мануел да Асумпсану между 1734 и 1742 година, когато той пребивава в имението Бхавал. Английският филолог Натаниъл Браси Халхед съставя през 1778 година бенгалска граматика („A Grammar of the Bengal Language“), която става първата бенгалска печатна книга. През 1832 година своя граматика издава и местния просветен деец Рам Мохан Рой.
През 1951 – 1952 година бенгалският език попада в центъра на политическите конфликти в тогавашния Източен Пакистан. Макар че това е езикът на голямото мнозинство от населението в тази област, законът налага урду като единствен национален език. На 21 февруари 1952 година демонстрация на студенти и общественици срещу това положение в Университета на Дака е разпръсната от армията и полицията, при което загиват няколко души. През 1999 година ЮНЕСКО обявява 21 февруари, годишнината от този инцидент, за Международен ден на майчиния език.

## Писменост
Бенгалската писменост е абугида, произлизаща от древноиндийската писменост брахми и използвана от редица други езици от региона.